# 7015 Шопенгауер
7015 Шопенга́уер (7015 Schopenhauer) — астероїд головного поясу, відкритий 16 серпня 1990 року.
Тіссеранів параметр щодо Юпітера — 3,550.